# Nancy F. Cott
Nancy F. Cott (Filadelfia, 8 de noviembre de 1945) es una historiadora estadounidense y profesora que ha impartido clases en la Universidades de Yale y de Harvard, y se ha especializado principalmente en el conflicto de género en Estados Unidos en los siglos XIX y XX. Ha testificado el matrimonio a parejas del mismo sexo en varios estados de Estados Unidos.

## Carrera
Nancy F. Cott se convirtió en profesora en la Boston Public Library, luego en 1975 fue designada para enseñar historia y estudios americanos en la Universidad de Yale. Fue profesora asistente de 1975 a 1979, profesora asociada de 1979 a 1986 y profesora de 1986 a 1990. Obtuvo becas de investigación de la Fundación Rockefeller y la Guggenheim Foundation y de la National Endowment for the Humanities. Nancy fue una de las fundadoras del programa de estudios de la mujer en Yale. Ella presidió el programa americano de estudios en Yale en los años 90 y luego dirigió la División de las Humanidades. En 1990 fue nombrada Stanley Woodward Professor de historia y estudios americanos.
Ante la invitación de Drew Gilpin Faust de la Radcliffe Institute for Advanced Study  aceptó la posición como directora de la Fundación de Lily Pforzheimer de la Biblioteca de Schlesinger en 2001. Escribió su primer libro Root of Bitterness: Documents of the Social History of American Women en 1972. Fue elegida como miembro de la American Academy of Arts and Sciences en 2008. Dejó la Biblioteca de Schlesinger en junio de 2014. Ella enseñó cursos sobre la historia de la sexualidad y género, y cursos de posgrado sobre la historia de los Estados Unidos en el siglo XX. En el año 2014 fue también presidenta electa de la Organization of American Historians.

## Matrimonio homosexual
Cott ha ayudado a redactar informes de Amicus curiae sobre el matrimonio del mismo sexoen varios estados desde 1999. Estos incluyen los desafíos a la ley federal de defensa del matrimonio. Cott declaró como testigo experto en el caso de Perry v. Schwarzenegger en California. Cott ha señalado que la tradición cristiana del matrimonio monógamo sólo se remonta a la época de Cristo y no fue estrictamente aplicada por ley eclesiástica católica hasta 1400 o 1500. Protestantes, entre ellos los fundadores de los Estados Unidos, han visto históricamente el matrimonio como una preocupación civil, principalmente sobre la manutención de los hijos. Las opiniones sobre el matrimonio continúan cambiando, las tasas de divorcio son más altas, surgen diferentes puntos de vista sobre el papel del matrimonio y la aparición de la legalización de matrimonios interraciales.
Cott dice que ha venido a favorecer los matrimonios entre personas del mismo sexo, "como resultado de mi investigación histórica y estudio." en su opinión "si la simetría y la igualdad entre parejas es la principal definición de los roles característicos del matrimonio, entonces las parejas del mismo sexo parecen perfectamente capaces de cumplir con esos roles."  
Cuando se la hizo testificar en enero de 2010 en la impugnación de California Proposition 8 (2008),  que prohíbe el matrimonio homosexual, se le pidió que comentara y defendiera su postura delante de la afirmación de la defensa  "en la institución del matrimonio, el propósito principal, es promover la procreación y procrear de manera natural mediante la actividad sexual entre hombres y mujeres con uniones estables y duraderas.", ella respondió lo siguiente, “me habéis hecho recordar la historia de los siete ciegos y el elefante, en la cual todos intentan averiguar que animal es e inspeccionan cada una de las partes de este; cuando uno de ellos toca la trompa del elefante, dice: oh, este animal es como una serpiente.”

## Publicaciones
- Cott, Nancy F. (Winter 1978). «Passionlessness: An Interpretation of Victorian Sexual Ideology, 1790–1850». Signs (The University of Chicago Press) 4 (2). Consultado el 2 de septiembre de 2014.
- Cott, Nancy F. (1972). Root of Bitterness: Documents of the Social History of American Women.ed.and with an Introd.by N.F.cott. E. P. Dutton.
- Cott, Nancy F. (Autumn 1976). «Eighteenth-century Family and Social Life Revealed in Massachusetts Divorce Records». Journal of Social History (Oxford University Press) 10 (1). Consultado el 2 de septiembre de 2014.
- Cott, Nancy F. (1977). The Bonds of Womanhood: "Woman's Sphere" in New England, 1780–1835. Yale University Press. ISBN 978-0-300-07298-3.
- Cott, Nancy F.; Pleck, E.H., eds. (1980). A Heritage of Her Own: Towards a New Social History of American Women. Touchstone.
- Cott, Nancy F. (1987). The Grounding of Modern Feminism. Yale University Press. ISBN 978-0-300-04228-3.
- Mitchell, Juliet; Cott, Nancy F. (1989). What is Feminism?. Basil Blackwell.
- Cott, Nancy F. (1991). A Woman Making History: Mary Ritter Beard through Her Letters.
- Cott, Nancy F. (1995). The Young Oxford History of Women in the United States: The limits of independence. Oxford University Press. ISBN 978-0-19-508829-8.
- Deutsch, Sarah Jane (1998).  Cott, Nancy F., ed. From Ballots to Breadlines: American Women 1920–1940. Topeka Bindery. ISBN 0613078284.
- Cott, Nancy F. (2000). Public Vows: A History of Marriage and the Nation. Harvard University Press. ISBN 978-0-674-02988-0.
- Cott, Nancy F. (2000). No Small Courage: A History of Women in the United States. Oxford University Press. ISBN 978-1-4223-5254-0.
- Harness, Cheryl; Cott, Nancy F. (2001). Remember the Ladies: 100 Great American Women. Collins. ISBN 0688170188.
- Cott, Nancy F. (2006).  Love, Barbara J., ed. Feminists Who Changed America, 1963–1975. (Introduction). University of Illinois Press. ISBN 025203189X.
- Cott, Nancy F. (1 de enero de 2011). «No Objections: What history tells us about remaking marriage». Boston Review. Consultado el 2 de septiembre de 2014.
- Cott, Nancy F. (febrero de 2013). «Revisiting the Transatlantic 1920s: Vincent Sheean vs. Malcolm Cowley». American Historical Review (118): 46-75.